# Wimbledon Championships 2021/Quaddoppel
Das Quaddoppel (Rollstuhl) der Wimbledon Championships 2021 war ein Rollstuhltenniswettbewerb in London und fand vom 8. bis zum 11. Juli statt.
Vorjahressieger waren Dylan Alcott und Andrew Lapthorne.

## Hauptrunde
Zeichenerklärung
- Q = Qualifikant
- WC = Wildcard
- LL = Lucky Loser
- ITF = qualifiziert über ITF-Ranking
- ALT = alternate (Ersatz)
- PR = Protected Ranking
- SE = Special Exempt
- r = retired (Aufgabe)
- d = Disqualifikation
- w.o. = walkover
- [ ] = Match-Tie-Break

|  | Finale |                               |   |   |   |
|  |        |                               |   |   |   |
|  |        | Dylan Alcott Sam Schröder     | 1 | 6 | 4 |
|  |        | Andrew Lapthorne David Wagner | 6 | 3 | 6 |
|  |        |                               |   |   |   |